# Pascal Fieschi
Pour les articles homonymes, voir Fieschi (homonymie).
Pascal Fieschi, né le 24 janvier 1908 à Gabès en Tunisie et mort le 24 juillet 1980 dans le 16ème arrondissement de Paris, est un écrivain, poète, traducteur et essayiste français d'origine corse.

## Biographie
Son premier recueil de poèmes est préfacé par Paul Fort et il reçoit les soutiens d'Armand Robin et Jean Paulhan.
Il participe à la Nouvelle Revue française dirigée par Drieu la Rochelle sous l'Occupation.
Agrégé de philosophie en 1955, il enseigne notamment aux lycées  Montesquieu du Mans et Voltaire à Paris.

## Liste des publications
- Bulles d'Air, éditions Gallimard, 1943.  Préface de Paul Fort
- Fête foraine, éditions Odette Lieutier, 1945
- Comment devenir un écrivain ?, éditions de la Table Ronde, 1953

Traduction
- Sandro De Feo (it), Gli inganni (Milan, Longanesi) ; traduction de Pascal Fieschi sous le titre de Sirocco, Paris, Stock, 1964.

Articles et contributions
- « Sartre a enfin célébré les noces du marxisme et de l’existentialisme », revue Arts, nº 772, 27 avril-3 mai 1960
- « Le Temps perdu est retrouvé » dans Proust, Paris, Hachette, coll. « Génies et réalités », 1965[3].